# Unsere Liebe Frau (Oberlind)

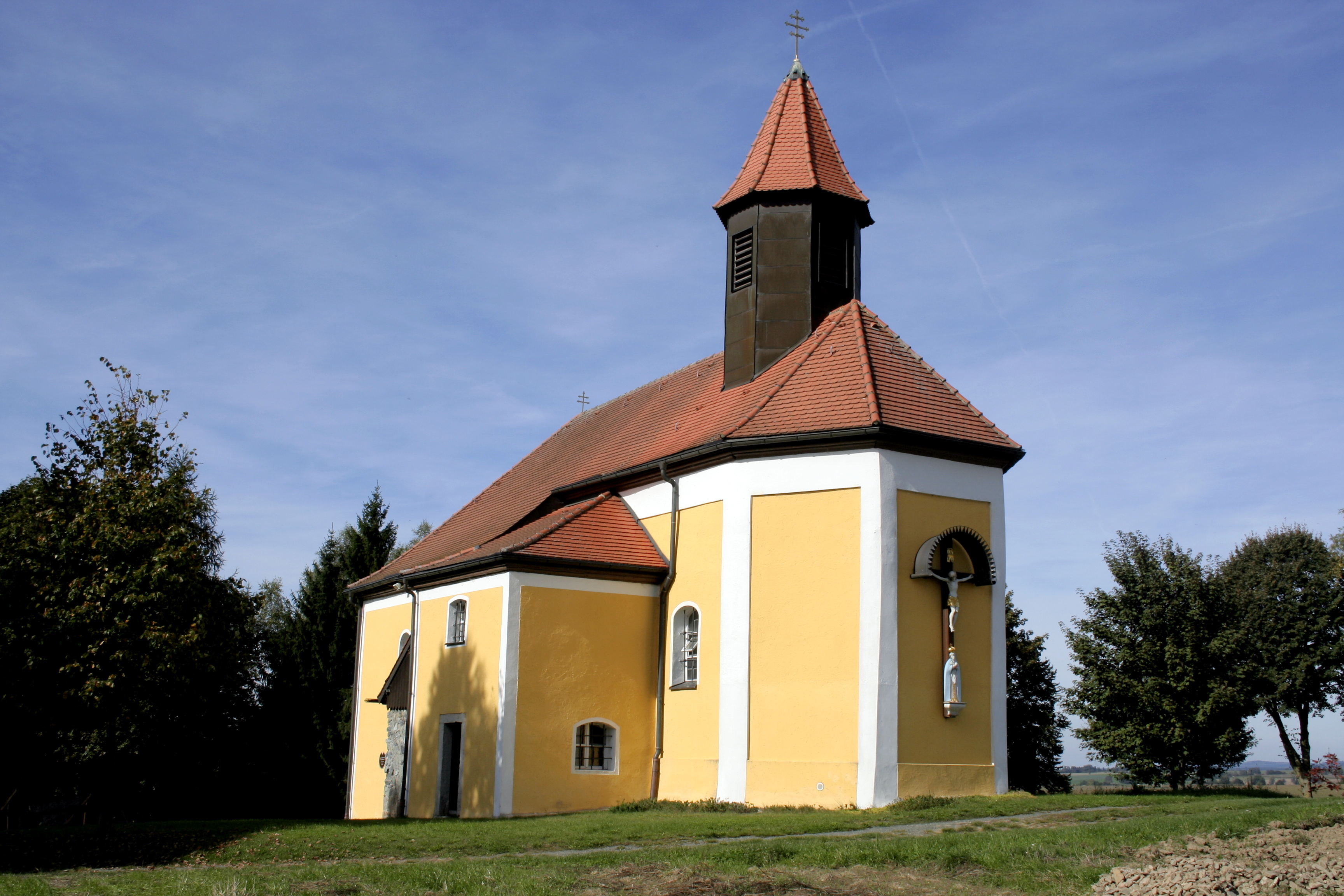
Rückseite mit Chor der Kalvarienbergkirche von Oberlind

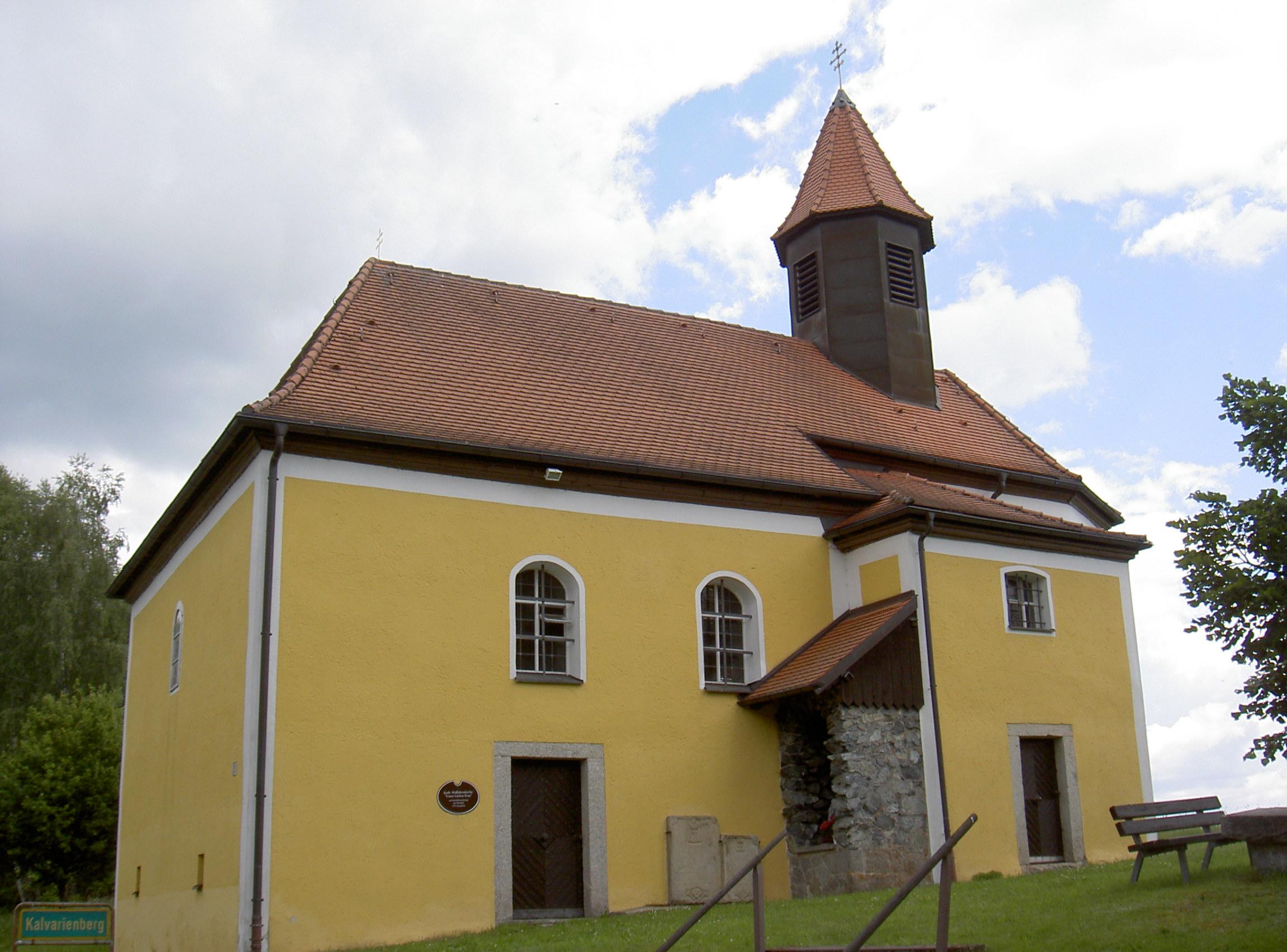
Südansicht der Kalvarienbergkirche in Oberlind

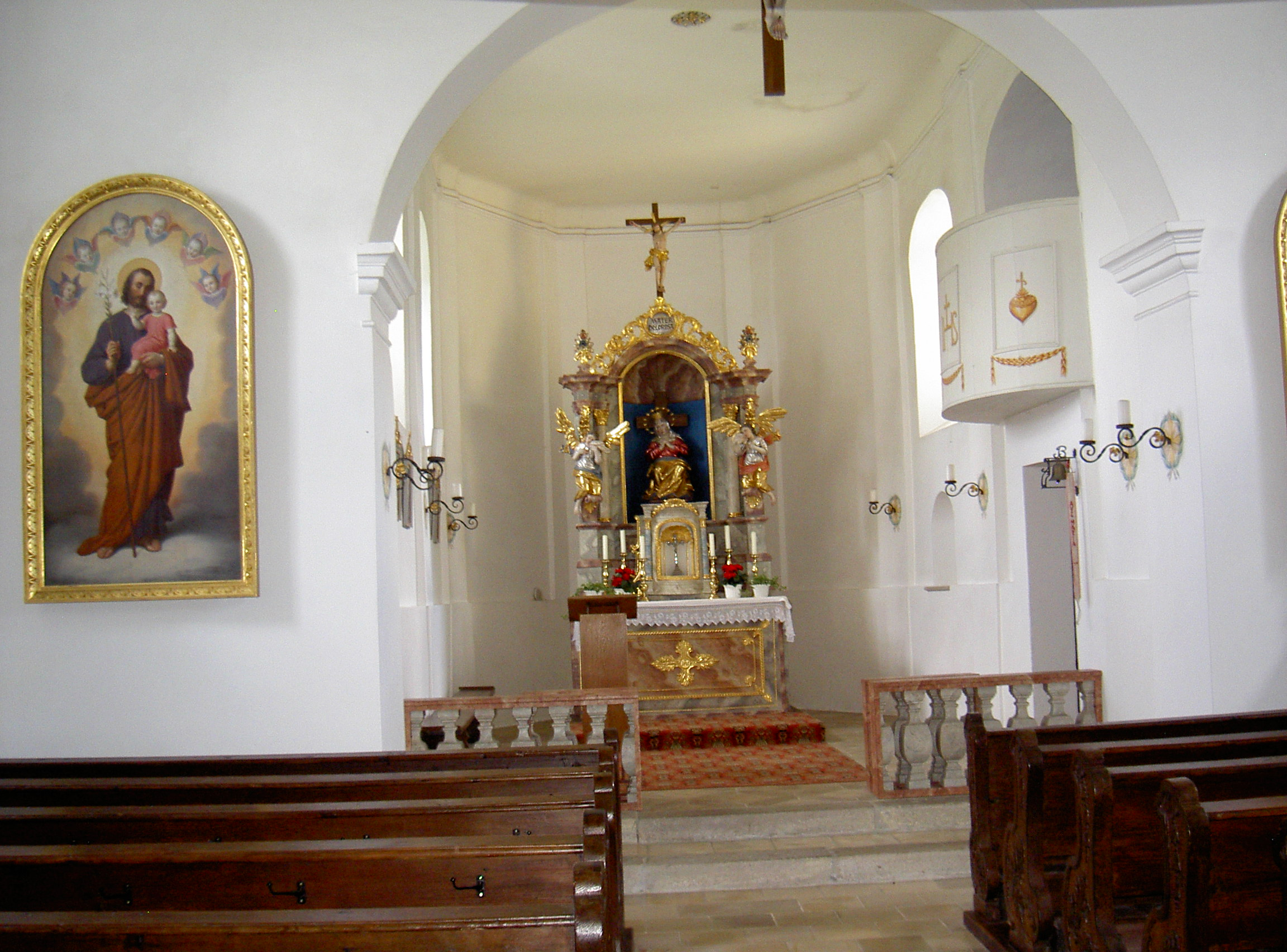
Innenrfaum der Kalvarienbergkirche

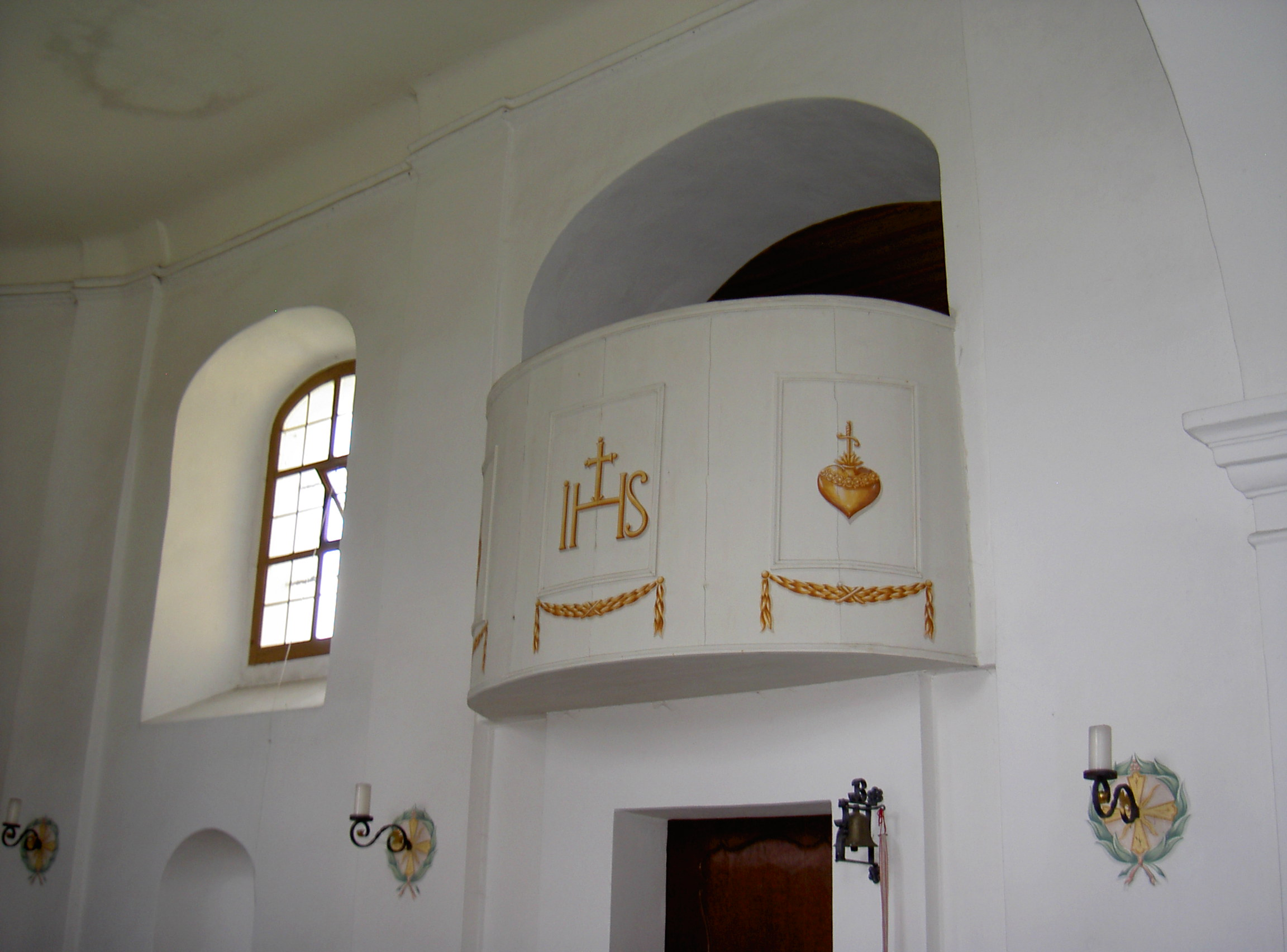
Sakristeieingang der Kalvarienbergkirche

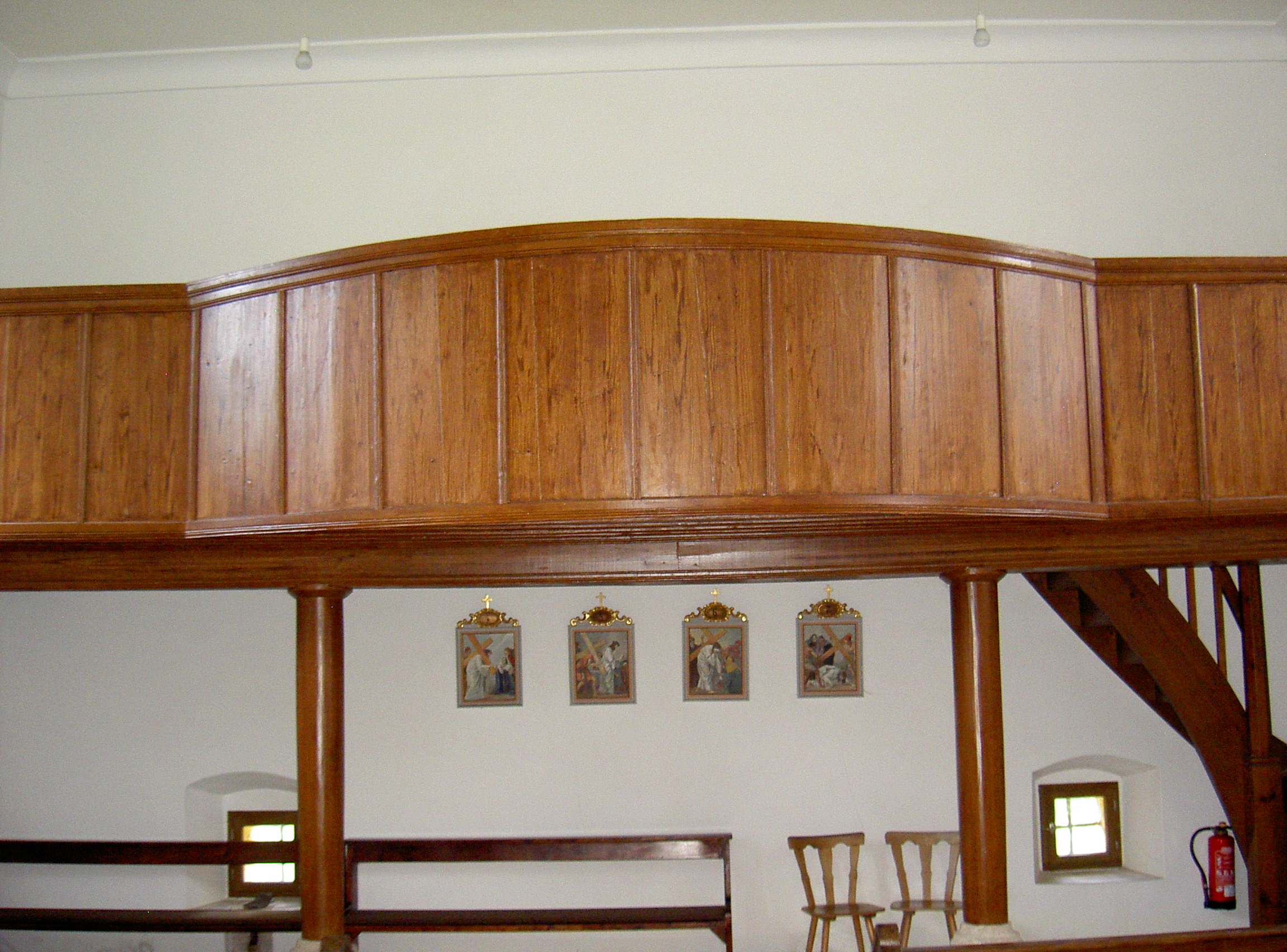
Empore der Kalvarienbergkirche

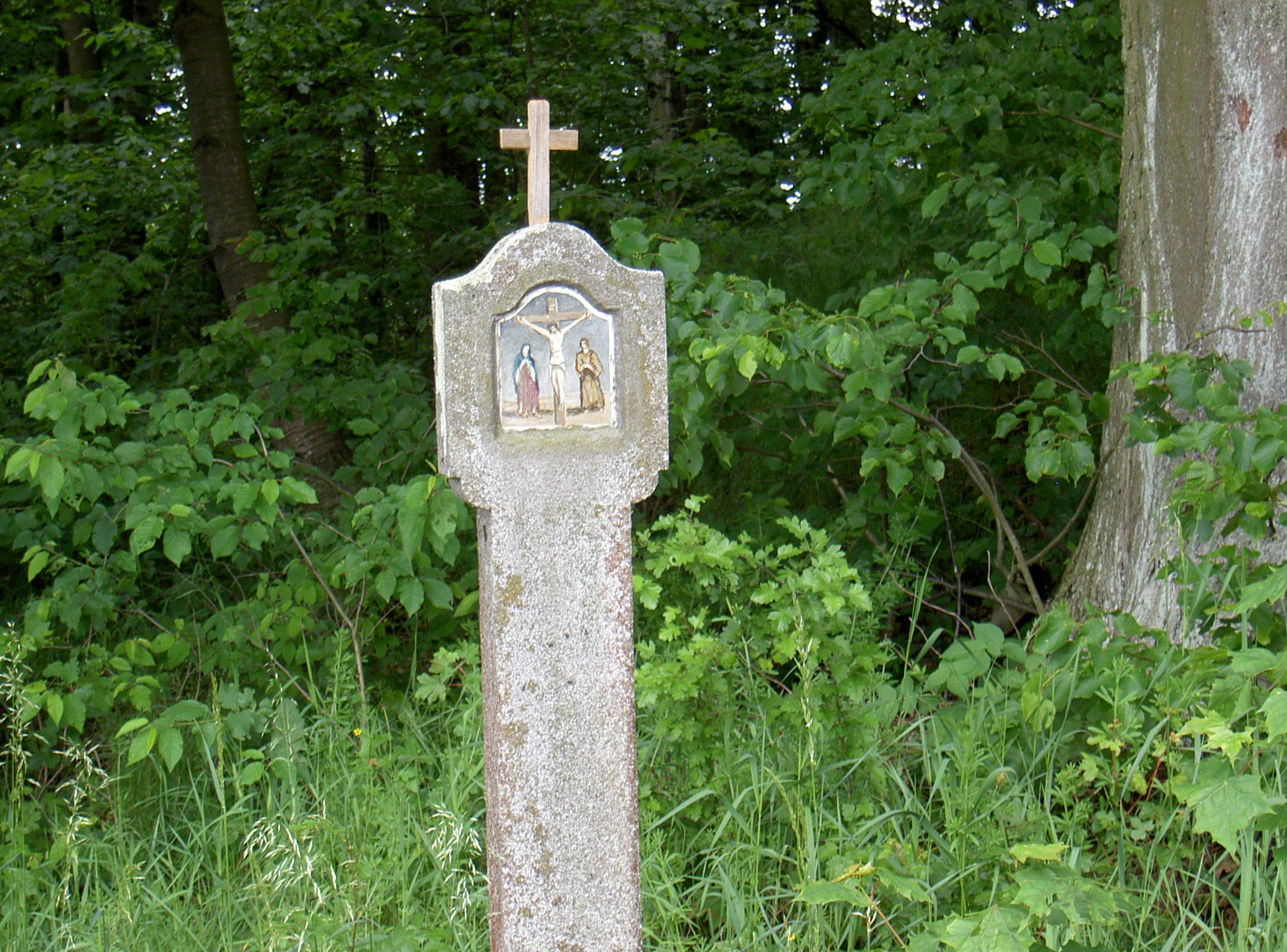
Kreuzwegstation zur Kalvarienbergkirche in Oberlind

Die römisch-katholische Wallfahrtskirche Unsere Liebe Frau befindet sich am Kalvarienberg im Ortsteil Oberlind der Oberpfälzer Stadt Vohenstrauß.

## Geschichte
Eine Kapelle an diesem Ort wird am 8. August 1716 erwähnt; damals erlaubte das Domkapitel Regensburg dem Pfarrprovisor von Vohenstrauß, eine Kapelle auf dem Kalvarienberg „simplius zu benedictieren“, also einzuweihen. Hier wurden in der Folge von den Kapuzinern von Vohenstrauß Votivmessen gehalten. Bald entwickelten sich daraus Wallfahrten zu dem in der Kapelle aufgestellten Bild der Schmerzhaften Mutter Gottes, sodass die alte Kapelle dem Ansturm der Wallfahrer nicht mehr gewachsen war. In der Folge wurde der zuständige Pfleger des Amtes Tännesberg-Treswitz, Franz Christoph Reisner von Lichtenstein, durch den Vohenstraußer Pfarrprovisor Pater Benedictus veranlasst, am 21. Juni 1736 bei der Regierung in Amberg eine Erweiterung der Kapelle zu beantragen. Die Pfalz-Neuburgische Regierung hatte aber Bedenken, denn zum einen war der Besitzer des Grundstückes, auf dem die Kapelle stand, ein Untertan der Grafen von Sulzbach und zum anderen gefielen die Erweiterungspläne nicht, die einen Anbau an die alte Kapelle, bestehend aus drei Ovalen, vorsah. Nach einem Vergleich mit dem Grundeigentümer und einer Änderung der Baupläne wurde am 22. Mai 1737 die Erlaubnis zum Bau gegeben.

## Gebäude
Aufgrund dieser Vorgeschichte wurde ein quadratischer Kirchenraum an die bestehende Kapelle angebaut, diese wurde dabei zum Presbyterium. In der Kirche befindet heute noch sich ein Weihwasserkessel mit der Jahreszahl 1734, der aus der alten Kapelle stammt. Allerdings erfolgte bereits 1775 ein Neubau unter Verwendung alter Bauteile (ein steinerner Sockel eines Pfeilers in der Kirche weist aber die Zahl 1776 auf). Dieser Neubau ist die heute noch bestehende Kirche. 1903 wurde an der Südseite eine Grotte angebaut, die an die Erscheinung der Mutter Gottes in Lourdes erinnert. Die Weihe der Grotte wurde von Pater Marian, Prior des Augustinerklosters von Pleystein, vorgenommen. Die denkmalgeschützte Saalkirche ist mit einem Walmdach eingedeckt und besitzt einen eingezogenen, fünfseitig geschlossenen Chor.
An der Außenseite der Kirche sind zwei Grabsteine eingemauert, die an den Pater Basilius aus Koppenwald (gest. 1760) und Pater Gratian aus Schwandorf (gest. 1791) erinnern. Ebenfalls ist an der Außenseite der Apsis ein Kruzifix mit einer darunter stehenden Mutter Gottes angebracht.
Zur Kirche führt ein Kreuzweg. Dieser wurde 1929 durch die Familie Frischholz errichtet und von dem Franziskanerpater Hardruin aus Pfreimd geweiht.
Heute werden am Markustag, am vorletzten Tag vor Christi Himmelfahrt und an Christi Himmelfahrt selbst Bittprozessionen von der Pfarrei Vohenstrauß abgehalten.
Von der Gemeinde Oberlind wurde zwischen 1990 und 1994 eine grundlegende Renovierung der Kirche vorgenommen. Das Dach wurde mit Biberschwänzen eingedeckt, der Dachreiter mit einem Spitzhelm besitzt nun eine achteckige Form und wurde weiter hinten am Dach angebracht. Zum Abschluss der Renovierungsarbeiten fand am 5. Juni 1994 das „1. Lindta Bergfest“ statt.

## Innenausstattung
Bei der letzten Renovierung wurde die Kirche mit Altarbildern von Maria und Josef, einem Kreuzweg und einem Apostelleuchter aus dem 18. bzw. 19. Jahrhundert, die aus der Kirche St. Thomas stammen, ausgestattet. Bemerkenswert ist ein hölzernes und farbig gefasstes Kruzifix, das von der Decke hängt. Oberhalb des Zuganges zur Sakristei befindet sich eine Empore, eine hölzerne Empore ist auch an der Rückwand der Kirche angebracht.

## Glocken
Die Kirche besaß zwei Glocken, die nach dem großen Brand von Vohenstrauß 1763 von Frau von Schwesinger an die Kapelle geschenkt und in den Dachreiter eingebaut wurden. Während des Zweiten Weltkrieges wurden diese am 8. April 1942 abgenommen und eingeschmolzen.